# Rhône-Poulenc
Rhône-Poulenc was een chemisch en farmaceutisch concern dat als zodanig bestaan heeft van 1928-1999. Het bedrijf beleefde zijn hoogtepunt in de jaren 60 van de 20e eeuw, toen het alleen in Frankrijk al 60 fabrieken bezat en wereldwijd meer dan 100.000 werknemers had.

## Geschiedenis
Établissements Poulenc frères was in 1900 opgericht, maar de geschiedenis gaat terug tot 1845, terwijl de geschiedenis van de Société chimique des usines du Rhône teruggaat tot 1869.
Het concern ontstond in 1928 door een fusie van de Société chimique des usines du Rhône en de établissements Poulenc frères en heette oorspronkelijk Société des usines chimiques Rhône-Poulenc. Rhône was veel groter dan Poulenc, maar de laatste was meer winstgevend. Fabricage van kunstzijde was een belangrijke activiteit.
In 1929 werd een filiaal in Brazilië opgericht, en in 1948 kwam een vestiging in de Verenigde Staten tot stand.
Een reeks overnames kwam tot stand: Théraplix (1956), Celtex (1961), Laboratoire Roger Bellon (1963), Institut Mérieux (1967), Pasteur production (1979), Pharmuka (1983), Natterman (1986), Bottu (1988), Connaught (1989), Rorer (1991), Applied Immune Science (1993), Cooper (1994), Fisons (1995).
Ondertussen brak een textielcrisis uit, en diverse kunstvezelfabrieken sloten hun deuren. Ook Rhône-Poulenc kwam in moeilijkheden en het werd in 1982 genationaliseerd, opdat een herstructurering kon plaatsvinden. Er volgde een heroriëntatie op farmaceutische producten. In 1993 werd Rhône-Poulenc opnieuw geprivatiseerd, waarna men het aantal productcategorieën terugbracht van 160 tot 35.
In 1998 werd het concern opgesplitst. De chemische activiteiten werden geconcentreerd in de groep Rhodia, die in 2011 opgenomen werd in Solvay. De farmaceutische divisie fuseerde op 20 december 1999 met de groep Hoechst Marion Roussel tot Aventis, die in 2004 opging in Sanofi.

## Vestigingen
De belangrijkste farmaceutische fabrieken bevonden zich te Vitry-sur-Seine en Saint-Fons.

## Opmerking
Bij dit artikel is gebruikgemaakt van de Franstalige Wikipedia.